# Willi Croll (Politiker)
Willi Croll (* 2. Dezember 1924 in Calden; † 29. Oktober 2018 in Solingen) war ein deutscher Politiker (SPD). Er war von 1970 bis 1976 Abgeordneter des Hessischen Landtags.

## Biografie
Willi Croll war nach dem Besuch von Volksschule und Staatlicher Aufbauschule in den Jahren 1940 bis 1945 Soldat im Zweiten Weltkrieg, wurde verwundet und schied als Reserveoffizier aus der Wehrmacht aus. In den Jahren 1945 bis 1947 arbeitete er in der Landwirtschaft. Seit dem 1. Januar 1948 war er bei der Hessischen Knappschaft in Kassel beschäftigt und legte die erste und zweite Verwaltungsprüfung ab. Ebenfalls seit dem 1. Januar 1948 war er Gewerkschaftsmitglied.
Willi Croll war Mitglied der SPD und war Vorsitzender des SPD-Ortsverbandes und des SPD-Unterkreises Hofgeismar. In der Zeit von November 1968 bis September 1976 war er ehrenamtlicher Erster Stadtrat in Hofgeismar. Von September 1976 bis 1990 war er Bürgermeister in Hofgeismar.
Vom 1. Dezember 1970 bis zum 6. September 1976 war er Mitglied des Hessischen Landtags und 1974 Mitglied der 6. Bundesversammlung. Er war Mitglied der Europa-Union.
Croll war bis ins Jahr 2003 begeisterter Bergsteiger. Er bestieg alle Viertausender in Europa.

## NSDAP-Mitgliedschaft
Durch eine im Jahr 2011 im Auftrag der Fraktion Die Linke im Hessischen Landtag von dem Historiker Hans-Peter Klausch veröffentlichte Studie wurde Willy Crolls Mitgliedschaft in der NSDAP bekannt. Er hatte am 27. Juli 1942 die Aufnahme in die NSDAP beantragt und wurde zum 1. September desselben Jahres aufgenommen (Mitgliedsnummer 9.235.714). Die Studie weist darauf hin, dass Croll den Aufnahmeantrag im Alter von 17 Jahren gestellt habe und zu denen gehöre, die „wohl als jugendliche Opfer jahrelanger Indoktrination gesehen werden [können], aus denen sie sich spätestens nach dem Krieg gelöst haben“.